# Kléber Eulálio
Kleber Dantas Eulálio (Teresina, 20 de agosto de 1954) é um médico e político brasileiro. Foi governador interino do Piauí em 2001, deputado estadual por oito mandatos e prefeito de Picos. Atualmente, é conselheiro do Tribunal de Contas do Piauí.

## Dados biográficos

### Atividades políticas
Formado em medicina pela Universidade de Brasília e professor de Obstetrícia na Universidade Federal do Piauí, tendo trabalhado junto ao INSS. Na política, seguiu os passos de seu pai, Severo Eulálio. Sempre filiado ao PMDB, foi eleito primeiro suplente de deputado estadual em 1982, sendo efetivado em 30 de dezembro de 1985, pouco mais de um mês após a eleição de Deoclécio Dantas como vice-prefeito de Teresina na chapa de Wall Ferraz. Reeleito em 1986, 1990, 1994, 1998, 2002, 2006 e 2010. Foi presidente da Assembleia Legislativa do Piauí por quatro vezes: entre 1989 e 1991 e a seguir entre 1999 e 2005. Em sua primeira gestão, presidiu a Assembleia Estadual Constituinte que promulgou a Constituição do estado do Piauí. Foi Secretário de Governo no segundo governo de Alberto Silva, no primeiro governo Mão Santa e nos dois governos de Wellington Dias.
Seu primo, Oscar Eulálio, foi eleito deputado estadual em três mandatos consecutivos (1970, 1974 e 1978) e seu irmão, Severo Eulálio Filho, foi eleito segundo suplente do senador Mão Santa pelo PMDB em 2002.

### Governador do Piauí
Quando exercia pela terceira vez a presidência da Assembleia Legislativa, o governador Mão Santa e seu vice, Osmar Júnior, foram cassados pelo Tribunal Superior Eleitoral em 6 de novembro de 2001. Após três dias de acefalia no comando do executivo estadual, foi investido no cargo de governador do Piauí, exercendo o mandato entre 9 e 19 de novembro de 2001, quando foi empossado Hugo Napoleão, autor da ação que apeou o então governador do poder.

### Eleições 2012
Em 7 de outubro de 2012, Kléber Eulálio e Padre Walmir lima venceram com 53,33% a disputa pela prefeitura de Picos. Kleber Eulálio renunciou a Prefeitura de Picos, depois que foi eleito pela Assembleia Legislativa do Estado do Piauí, conselheiro do Tribunal de Contas do Piauí.